# Turbaco
Turbaco is een gemeente in het Colombiaanse departement Bolívar. De gemeente telt 63.450 inwoners (2005).